# Carlo Fecia di Cossato
Carlo Fecia di Cossato (Roma, 25 settembre 1908 – Napoli, 27 agosto 1944) è stato un militare italiano.
Prestò servizio con la Regia Marina durante la seconda guerra mondiale e fu un "asso" dei sommergibilisti con 17 navi nemiche affondate. Gli fu conferita la medaglia d'oro al valor militare.

## Biografia

### La carriera anteguerra
Nacque a Roma da una nobile famiglia piemontese sostenitrice della monarchia sabauda. Completò gli studi al Regio collegio militare di Moncalieri e frequentò l'Accademia Navale di Livorno, dalla quale uscì nel 1928 con il grado di guardiamarina: fu subito imbarcato sul sommergibile Bausan.
Promosso sottotenente di vascello, nel 1929 fu destinato alla Cina e imbarcato sull'incrociatore Libia, da cui fu destinato al Distaccamento Marina di Pechino. Tornato in Italia nel 1933, frequentò il Corso superiore da tenente di vascello e a bordo dell'incrociatore Bari, posto alla difesa del porto di Massaua, prese parte alla Guerra d'Etiopia. Successivamente, imbarcato su unità sommergibile, partecipò a due missioni speciali nelle acque spagnole durante la guerra civile spagnola.
Nel 1939 frequentò la Scuola Sommergibili di Pola e a 32 anni fu nominato capitano di corvetta e comandante di sommergibile.

### Scoppia la seconda guerra mondiale
Allo scoppio della seconda guerra mondiale, fu assegnato alla XXXIII Squadriglia di stanza a Messina, e al comando del sommergibile Ciro Menotti operò in numerose missioni nel Mediterraneo. Nell'autunno 1940 fu trasferito alla Base Betasom di Bordeaux, da cui i sommergibili italiani operavano nel teatro atlantico: qui fu imbarcato come ufficiale in seconda sul sommergibile Enrico Tazzoli, al comando di Vittore Raccanelli.

### Al comando dell'Enrico Tazzoli
Il 5 aprile 1941, Fecia di Cossato assunse il comando dell'Enrico Tazzoli, in sostituzione di Vittore Raccanelli destinato al sommergibile Reginaldo Giuliani, e lo stesso giorno fu nominato come secondo ufficiale a bordo del Tazzoli il tenente di vascello Gianfranco Gazzana Priaroggia che si sarebbe successivamente distinto al comando del sommergibile Archimede e soprattutto del Leonardo Da Vinci. Fecia di Cossato volle un equipaggio composto da soli volontari:
(Carlo Fecia di Cossato rivolto all'equipaggio dell'Enrico Tazzoli)

#### I primi affondamenti

Fecia di Cossato (al centro) scruta l'orizzonte dalla torretta del Tazzoli

Il 7 aprile 1941 prese il mare diretto al largo dell'Africa Occidentale e il 12 aprile attaccò due incrociatori britannici. Subito dopo l'attacco si immerse per sfuggire all'altro incrociatore e quando riemerse sul luogo dell'attacco Cossato rinvenne una vasta macchia di nafta e vide la sagoma di un incrociatore allontanarsi. Sul libro di bordo annotò soltanto l'avvenuto attacco e da parte inglese anche dopo la guerra non arrivarono conferme. Il 15 aprile affondò il piroscafo da carico inglese (ex-francese) Aurillac (4733 tsl) cui diede poi il colpo di grazia con altri due siluri e col cannone: si trattò della prima vittoria di Fecia Di Cossato in qualità di comandante. Il 7 maggio seguì il piroscafo norvegese Fernlane e il 9 la petroliera norvegese Alfred Olsen: la Alfred Olsen fu un avversario particolarmente ostico e, dopo due giorni di inseguimento, riuscì ad affondarla solo dopo aver lanciato tutti i siluri ancora disponibili e sparato cento colpi di artiglieria, cosa che costrinse il Tazzoli a fare ritorno alla base. Lungo la strada, fu attaccato da un aereo nemico, ma la reazione delle mitragliatrici di bordo costrinse l'aereo ad allontanarsi in fiamme.
Il 25 maggio il Tazzoli rientrò a Bordeaux, dove Fecia di Cossato fu decorato con la medaglia d'argento al valor militare. Il 15 luglio 1941 Fecia di Cossato guidò il Tazzoli in una nuova missione, nel corso della quale, il 12 agosto, affondò il piroscafo inglese Sangara, già danneggiato da un precedente attacco di U-Boot, e il 19 la petroliera norvegese Sildra, per rientrare poi alla base l'11 settembre. A seguito di questa seconda missione Fecia di Cossato fu decorato con la medaglia di bronzo al valor militare, ricevendo anche la Croce di ferro di seconda classe tedesca.

#### Il salvataggio dei naufraghi dell'Atlantis e del Python
Nel dicembre del 1941, partì da Bordeaux per partecipare al salvataggio di oltre 400 naufraghi che erano a bordo della nave di rifornimento tedesca Python, affondata al largo delle isole di Capo Verde; il Python aveva a bordo anche i naufraghi della famosa nave corsara Atlantis che era stata affondata precedentemente. Gli U-Boot tedeschi risultarono insufficienti ad accogliere tutti i naufraghi, pertanto il comando tedesco si risolse a richiedere l'intervento anche dei sommergibili italiani, che avrebbero atteso i naufraghi al largo delle isole di Capo Verde. I sommergibili che si trovavano a Betasom sbarcarono quindi gran parte dell'equipaggio e imbarcarono ingenti quantità di viveri e acqua. A bordo del Tazzoli furono imbarcati circa settanta naufraghi, tra cui il vice-comandante tedesco dell'Atlantis Ulrich Mohr, autore dell'omonimo libro in cui dopo la guerra descrisse l'epopea della nave corsara tedesca, e che descrisse l'aiuto dato dal Tazzoli e rilevò il grande affiatamento tra l'equipaggio e il suo comandante.
La notte di Natale, il Tazzoli, che navigava in superficie approfittando del buio, fu costretto a una rapida immersione quando fu attaccato da un solitario aereo nemico. I naufraghi furono sbarcati nella base tedesca di Saint-Nazaire, dove già li attendeva il Fregattenkapitän (Capitano di fregata) dell'Atlantis Berhard Rogge che espresse grande ammirazione per il comandante italiano. Al ritorno a Betasom, Fecia di Cossato fu insignito dall'ammiraglio Dönitz in persona dell'importante decorazione tedesca della Croce di ferro di 1ª Classe; la stessa decorazione fu assegnata ai comandanti degli altri tre sommergibili impiegati nell'operazione di recupero dei naufraghi dell'Atlantis, il comandante De Giacomo del sommergibile Torelli, il comandante Olivieri del sommergibile Calvi, e il comandante Giudice del sommergibile Finzi.

#### Lungo le coste americane

1º agosto 1942 Affondamento del greco Castor

L'11 febbraio 1942 Fecia Di Cossato partì per una nuova missione presso le coste americane: gli Stati Uniti erano nel frattempo entrati in guerra. Il 6 marzo affondò il piroscafo olandese Astrea e il giorno seguente la motonave norvegese Torsbergfjord. Il 9 fu la volta del piroscafo uruguaiano Montevideo, che era un'ex-nave italiana che non essendo riuscita a riparare in porto neutrale alla dichiarazione di guerra era stata requisita e immessa nella flotta uruguaiana. L'11 marzo fu invece affondato il piroscafo panamense Cygney. In quei giorni la propaganda americana aveva ironizzato sulla Regia Marina, accusando i marinai italiani di non aver coraggio di spingersi fino alle coste americane, così Cossato in torretta e mostrando un tricolore urlò all'indirizzo dei naufraghi sulla scialuppa: «E adesso andate a raccontare agli americani che non è vero che gli italiani vengono fin qui ad affondare le navi». Il 13 marzo fu la volta dell'inglese Daytoian, poi il 15 della petroliera inglese Athelqueen.
Nel corso del combattimento il Tazzoli fu danneggiato: pertanto Fecia di Cossato decise di rientrare alla base il 31 marzo. A seguito di questa fruttuosa missione fu decorato con una seconda medaglia d'argento al valor militare e da parte tedesca con la Croce di 2 classe con Spada dell'Ordine dell'Aquila. Il 18 giugno 1942 ripartì per i Caraibi per una nuova missione; qui il 2 agosto attaccò e affondò la greca Castor e il 6 la petroliera norvegese Havsten. Prima dell'affondamento diede il tempo ai marinai nemici di riparare su una nave argentina. Il 5 settembre il Tazzoli fece rientro alla base; per questa missione a Carlo Fecia di Cossato fu conferita la medaglia di bronzo al valor militare.

21 dicembre 1942. Il Tazzoli si appresta a recuperare da una barca di salvataggio un naufrago ferito della Queen City

Il 14 novembre 1942 partì per la sua ultima missione a bordo del Tazzoli. Il 12 dicembre furono intercettati e affondati il piroscafo inglese Empire Hawk e l'olandese Ombilin. Il 21 fu il turno dell'inglese Queen City e il 25 della motonave americana Dona Aurora. Al rientro dalla missione, i mitraglieri del Tazzoli abbatterono un quadrimotore inglese che li aveva attaccati. Il sommergibile rientrò a Bordeaux il 2 febbraio.

#### Affondamenti avvenuti sotto il comando di Fecia di Cossato

Fecia di Cossato sul Tazzoli durante la navigazione

Le vittorie ufficiali di Fecia al comando del sommergibile Enrico Tazzoli, confermate dalla documentazione delle nazioni nemiche, furono in tutto diciassette. Molte fonti rivendicano anche l'affondamento di un incrociatore affondato il 12 aprile 1941, rimasto sconosciuto ma presumibilmente britannico.. Complessivamente sono attribuiti a Fecia di Cossato affondamenti per 86.535 tonnellate di naviglio nemico, il che lo rende (di poco, 4.066 tonnellate di differenza con Gazzana Priaroggia) il secondo miglior comandante italiano della seconda guerra mondiale e il 45 in generale (5° non tedesco) asso degli affondamenti.
| Data             | Nave affondata | Nazionalità | Tonnellaggio (tsl) |
| ---------------- | -------------- | ----------- | ------------------ |
| 15 aprile 1941   | Aurillac       | Regno Unito | 4733               |
| 7 maggio 1941    | Fernlane       | Norvegia    | 4310               |
| 9 maggio 1941    | Alfred Olsen   | Norvegia    | 8817               |
| 12 agosto 1941   | Sangara        | Regno Unito | 5449               |
| 19 agosto 1941   | Sildra         | Norvegia    | 7313               |
| 6 marzo 1942     | Astrea         | Paesi Bassi | 1406               |
| 7 marzo 1942     | Tonsbergfjord  | Norvegia    | 3156               |
| 9 marzo 1942     | Montevideo     | Uruguay     | 5785               |
| 11 marzo 1942    | Cygnet         | Panama      | 3628               |
| 13 marzo 1942    | Daytonian      | Regno Unito | 6434               |
| 15 marzo 1942    | Athelqueen     | Regno Unito | 8780               |
| 1º agosto 1942   | Kastor         | Grecia      | 1830               |
| 7 agosto 1942    | Havsten        | Norvegia    | 6161               |
| 12 dicembre 1942 | Empire Hawk    | Regno Unito | 5032               |
| 12 dicembre 1942 | Ombilin        | Paesi Bassi | 5658               |
| 21 dicembre 1942 | Queen City     | Regno Unito | 4814               |
| 25 dicembre 1942 | Dona Aurora    | Stati Uniti | 5011               |

### Al comando della torpedinieraAliseo
Nel febbraio del 1943 Fecia di Cossato lasciò il comando del Tazzoli, per assumere con il grado di capitano di fregata il comando della IIIª Squadriglia Torpediniere, con insegna sulla torpediniera Aliseo; assunse il comando della nuova unità il 17 aprile 1943, avvicendando al comando della nave il capitano di corvetta Umberto Manacorda.
Il Tazzoli era ormai diventato obsoleto e, in seguito a un accordo con la Kriegsmarine, era stato disarmato e adibito al trasporto di materiale strategico tra l'Europa e il Giappone. In cambio la Kriegsmarine si sarebbe incaricata di procurare alla Regia Marina degli U-Boote tedeschi come rimpiazzo, e avrebbe addestrato gli equipaggi italiani. Il Tazzoli partì da Bordeaux il 16 maggio 1943, diretto a Singapore, al comando del capitano Giuseppe Caito, ma scomparve in mare portando con sé 70 uomini tra marinai e ufficiali: si trattava della prima missione dopo che Carlo Fecia di Cossato ne aveva lasciato il comando, e questa tragedia lo segnò profondamente.
Il 22 luglio 1943 l’Aliseo, la torpediniera tedesca TA 11 e due cacciasommergibili lasciarono Pozzuoli per scortare a Civitavecchia i piroscafi Adernò e Colleville. Nella mattinata del 23 luglio il convoglio fu attaccato da un gruppo di aerei alleati; uno dei velivoli nemici fu abbattuto e uno della scorta italo-tedesca danneggiato e costretto all'ammaraggio, mentre l’Aliseo ebbe leggeri danni al ponte di coperta e al timone a causa del mitragliamento. Fecia di Cossato decise di far proseguire il convoglio, mentre con la propria nave rimorchiava verso la riva l'aereo ammarato e provvedeva alle riparazioni dei danni al timone. L’Aliseo si ricongiunse alle altre navi alle 17.30. Verso le 19.30, tuttavia, l’Adernò fu silurato dal sommergibile britannico Torbay e s'inabissò nel giro di alcuni minuti: l’Aliseo, dopo aver calato una motolancia per ripescare i naufraghi, effettuò per diverse ore infruttuosa caccia antisommergibile. Fecia di Cossato fu ancora insignito di una medaglia di bronzo al valor militare e di una Croce di guerra al valor militare tedesca.

#### L'Armistizio dell'8 settembre 1943

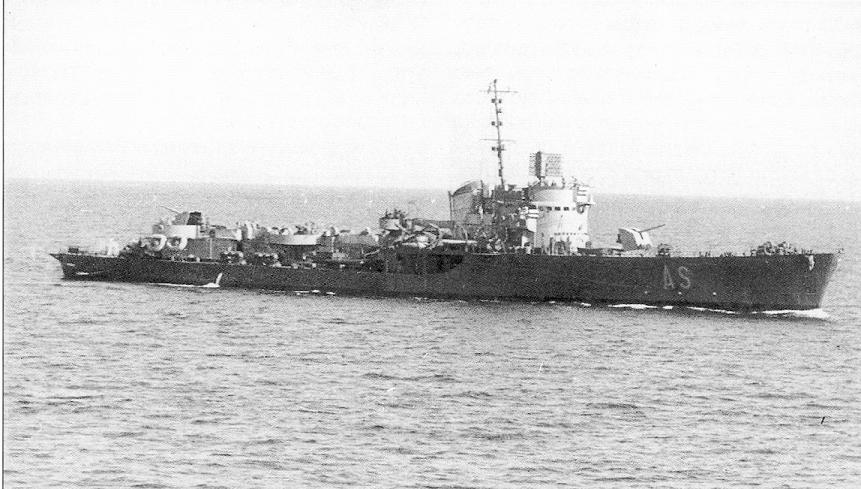
La torpediniera Aliseo

L'8 settembre 1943, giorno della proclamazione dell'armistizio di Cassibile, l’Aliseo era nella base della Spezia e nel corso della giornata salpò dal porto ligure, insieme alla gemella Ardito; sull’Aliseo erano imbarcati anche il comandante delle siluranti, ammiraglio Amedeo Nomis di Pollone, e l'ammiraglio Aimone di Savoia-Aosta. Le due unità si diressero a Bastia (dal 1942 l'Italia aveva occupato la Corsica), dove giunsero in serata apprendendo la Proclamazione dell'armistizio. Il 9 settembre, mentre le truppe tedesche procedevano all'occupazione del porto corso, la nave riuscì a uscirne, mentre l’Ardito rimase bloccato all'interno del porto e fu pesantemente danneggiato dal tiro delle batterie costiere, cadute in mano alla Wehrmacht, e di numerose unità tedesche.
Fecia di Cossato, vedendo l'altra torpediniera in difficoltà, invertì la rotta e affrontò undici imbarcazioni tedesche: i cacciasommergibili UJ 2203 (ex-francese Minerva) e UJ 2219 (ex-francese Insuma), di scorta alle motozattere armate F 366, F 387, F 459, F 612 ed F 623, la motobarca della Luftwaffe FL B. 412 e i piroscafi armati Humanitas e Sassari, italiani ma catturati dai tedeschi. Nell'azione la nave fu supportata anche da alcune batterie che erano state riconquistate dagli artiglieri italiani e dall'intervento, nella fase finale del combattimento, della corvetta Cormorano. L’Aliseo riuscì ad affondare con i suoi 3 cannoni da 100mm sia i cacciasommergibili sia le motozattere, mettendo inoltre fuori uso l’Humanitas e il Sassari. Ricevuto dal comandante del porto, dopo che questo era stato in buona parte riconquistato, l'ordine di attaccare e distruggere la flottiglia tedesca,  l’Aliseo aprì il fuoco alle 7.06 da circa 8300 metri, in risposta alle navi tedesche che, UJ 2203 in testa, avevano già iniziato a sparare. Alle 7.30 l’Aliseo fu centrata da un proiettile da 88 mm in sala macchine, restando temporaneamente immobilizzata; riparato il danno, diresse il tiro contro l’UJ 2203 che, devastato, saltò in aria alle 8.20; dieci minuti più tardi l’UJ 2219 ebbe analoga sorte. Successivamene furono affondate tre delle motozattere, mentre le rimanenti due motozattere furono mandate a incagliarsi, e il battello della Luftwaffe fu affondato con il concorso della Cormorano, che frattanto era sopraggiunta. La vittoria riportata a Bastia fu tra le motivazioni del conferimento della Medaglia d'oro al valor militare a Fecia di Cossato,.

#### Rotta verso il Regno del Sud
Recuperati 25 naufraghi tedeschi, l'Aliseo diresse insieme alla malridotta Ardito per Portoferraio, dove erano confluite numerose torpediniere, corvette e unità minori e ausiliarie provenienti dai porti del Tirreno; qui arrivò alle 17.58 del 9 settembre, sbarcando gli ammiragli Nomis di Pollone e Savoia-Aosta e i naufraghi tedeschi. Nel mattino dell'11 settembre la nave lasciò Portoferraio insieme ad altre sei torpediniere (tra cui le gemelle Indomito, Animoso, Ardimentoso e Fortunale) e diresse per Palermo, porto controllato dagli Alleati, dove il gruppo arrivò alle dieci del mattino del 12 settembre.
Le navi rimasero in rada dal 12 al 18 settembre, giorno in cui entrarono in porto e ricevettero acqua e provviste da parte degli statunitensi. Il 20 settembre 1943 la nave lasciò il porto siciliano insieme a svariate altre unità e si portò a Malta, dove consegnò parte dei viveri ricevuti alle altre navi italiane già giunte nell'isola. Il 5 ottobre l’Aliseo, le sue gemelle ed altre tre torpediniere lasciarono Malta e rientrarono in Italia.

#### L'insubordinazione
La nave, con base a Taranto, operò anche durante la cobelligeranza in missioni di scorta, restando al comando di Fecia di Cossato. Quando in primavera si diffuse la notizia che, nonostante la cobelligeranza, le navi italiane sarebbero state comunque cedute alle potenze vincitrici, ordinò alla propria squadra, quando fosse venuto il momento, di non accettare l'ordine di consegna:
(Carlo Fecia di Cossato nell'ordine rivolto alla propria squadra.)
Nel giugno 1944 il nuovo governo, presieduto da Ivanoe Bonomi, si insediò rifiutandosi di giurare fedeltà al re; gli alti comandi della Marina si adeguarono alla scelta ministeriale ma, il 22 giugno, Carlo Fecia di Cossato, di fronte alla richiesta dell'ammiraglio Nomis di Pollone di riconoscere con giuramento di fedeltà il nuovo Governo del Sud e uscire in pattugliamento, si rifiutò, dicendo di non riconoscere come legittimo un governo che non aveva prestato giuramento al re e che pertanto non avrebbe eseguito gli ordini che venivano da quel governo.
(Carlo Fecia di Cossato rivolto all'ammiraglio Nomis di Pollone.)

#### Gli arresti e il suicidio
Il 22 giugno 1944 Fecia di Cossato fu fatto sbarcare dall’Aliseo e, dopo essere stato convocato a palazzo Resta, fu messo agli arresti nella fortezza con l'accusa di «insubordinazione» e sollevato dal comando dell’Aliseo. La mattina successiva ci furono gravi tumulti fra gli equipaggi, che si schierarono a sostegno di Fecia di Cossato, rifiutando di prendere il mare e reclamando la liberazione e il reintegro del comandante. In breve Fecia di Cossato fu rimesso in libertà, ma posto in licenza per tre mesi.
Non volendo obbedire al nuovo governo, né potendo raggiungere la famiglia al Nord, si trasferì a Napoli, ospite di un amico, rifiutando gli incarichi di comando che gli venivano offerti dagli Alleati. Invano tentò di avere un colloquio con il luogotenente del Regno Umberto di Savoia per spiegargli i motivi della sua insubordinazione.
All'avvicinarsi della fine del congedo, il 21 agosto scrisse la sua lettera-testamento indirizzata alla madre e tra il 27 e 28 agosto scelse il suicidio per denunciare la grave crisi dei valori nei quali aveva sempre creduto e come denuncia morale contro tutti coloro per i quali il giuramento di fedeltà al Re era stato solo una parola al vento; il 27 agosto 1944 si uccise a Napoli, sparandosi un colpo di pistola alla tempia, lasciando una lettera alla madre in cui spiegava i motivi del suo gesto..
(Carlo Fecia di Cossato nella lettera testamento scritta per la madre.)
Carlo Fecia di Cossato è sepolto alla Certosa di Bologna.

## Riconoscimenti
Nel 1977 la Marina Militare ha conferito il nome di questo comandante a un sommergibile, la cui sigla era S-519; il sommergibile, appartenente alla "prima serie" della Classe Sauro, ha eseguito l'ultimo ammainabandiera il 31 marzo 2005 alla Spezia.

### Onorificenze italiane

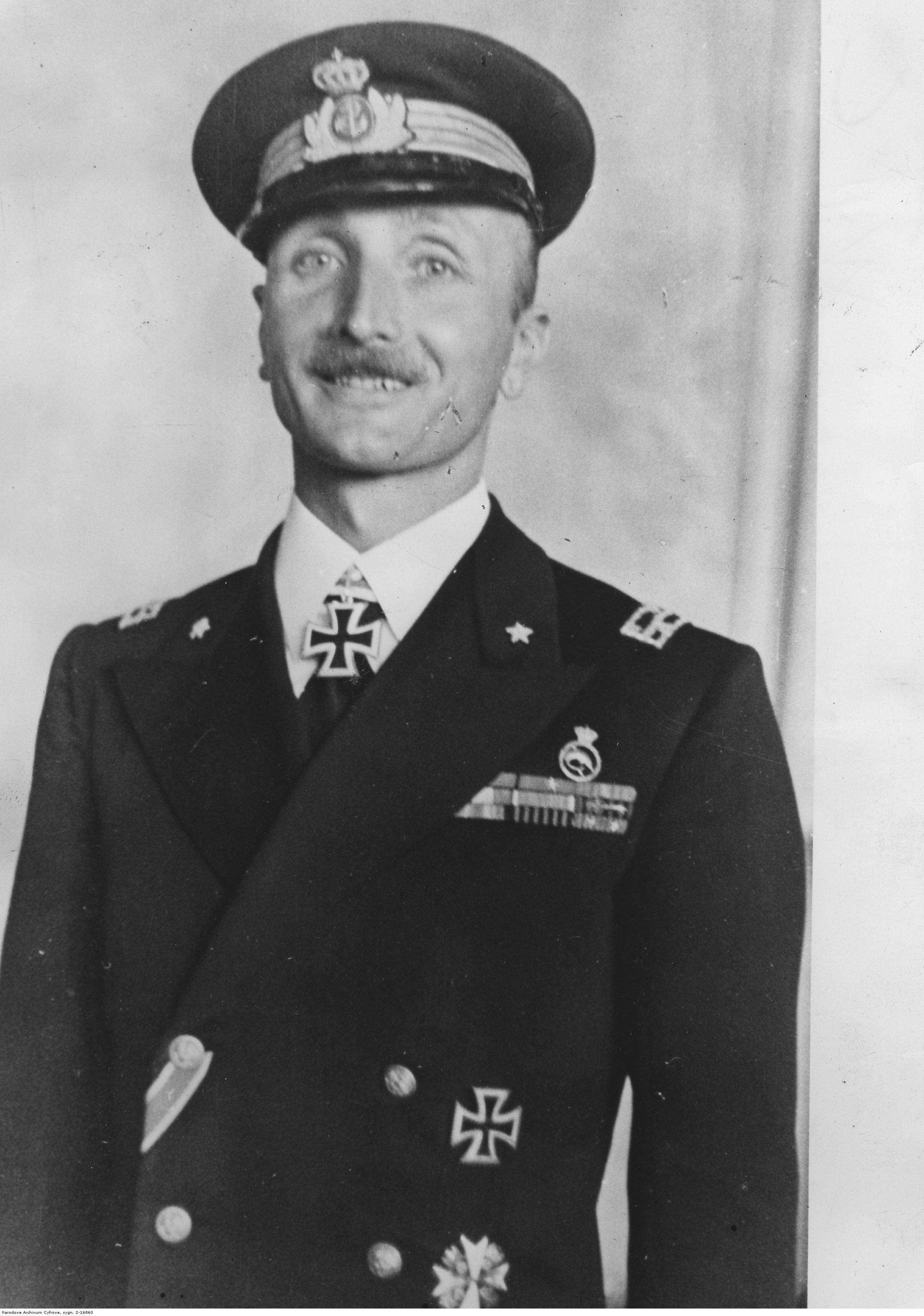
Carlo Fecia di Cossato
con la decorazione di Cavaliere della Croce di Ferro